# Charles Camarda
Charles Joseph „Charlie“ Camarda (* 8. Mai 1952 in Queens, New York City) ist ein ehemaliger US-amerikanischer Astronaut.

## Leben
Camarda besuchte bis 1970 die Archbishop Molloy High School in Jamaica im New Yorker Bezirk Queens.
Nachdem Camarda 1974 einen Bachelor in Luft- und Raumfahrttechnik am Polytechnic Institute of Brooklyn erworben hatte, arbeitete er als Wissenschaftler am Langley Research Center der NASA in Hampton (Virginia). Dort war er in verantwortlicher Position für die Entwicklung des Kühlsystems für den Space Shuttle verantwortlich, der sich damals in der Planungsphase befand. Während dieser Zeit erwarb er auch 1980 einen Master in Ingenieurwissenschaften an der George Washington University.
Ab 1989 war Camarda Abteilungsleiter in der Materialforschung für die Rockwell X-30, einem geplanten Flugkörper, das mit nur einer Antriebsstufe die Erdumlaufbahn erreichen sollte. An der Virginia Tech promovierte Camarda 1990 in Raumfahrttechnik.
Im Jahre 1994 wurde Camarda zum Bereichsleiter der Thermal Structures Branch ernannt, die sich vor allem auf Hochgeschwindigkeitsforschung und Konzepten für wiederverwendbare Trägerraketen spezialisiert.

## Astronautentätigkeit
Camarda bewarb sich bei der NASA als Raumfahrer und wurde 1996 für die 16. NASA-Astronautengruppe angenommen. Seine erste Nominierung war als Ersatzmann für die ISS-Expedition 8, deren Start im Oktober 2003 mit Sojus TMA-3 stattfand.
Seinen ersten Raumflug absolvierte Charles Camarda vom 26. Juli bis zum 9. August 2005 mit der Raumfähre Discovery bei der Mission STS-114. Es handelte sich dabei um den ersten Flug nach dem Absturz der Columbia.
Innerhalb der NASA wurde Camarda zum Director, Engineering befördert und war in dieser Funktion auch Mitglied des Mission Management Team für den nächsten Raumflug STS-121. Aufgrund interner Differenzen wurde er jedoch im Juni 2006, eine Woche vor dem Start, dieser Funktionen enthoben und an das NASA Engineering and Safety Center (NESC) versetzt.
Camarda hält sieben Patente auf diverse Erfindungen unter anderem auf ein „Heat-Pipe gekühltes Sandwich Panel“ bei der NASA. Er ist in zweiter Ehe verheiratet und hat vier Kinder und Stiefkinder.
Er schied im Juni 2006 aus dem aktiven Dienst aus.

## Belege
- Kurzbiografie von Charles Camarda bei spacefacts.de
- NASA-Biografie von Charles Camarda (englisch; PDF)
- Biografie von Charles Camarda in der Encyclopedia Astronautica (englisch)

| Personendaten    | Personendaten                                                              |
| ---------------- | -------------------------------------------------------------------------- |
| NAME             | Camarda, Charles                                                           |
| ALTERNATIVNAMEN  | Camarda, Charles Joseph (vollständiger Name); Camarda, Charlie (Spitzname) |
| KURZBESCHREIBUNG | US-amerikanischer Astronaut                                                |
| GEBURTSDATUM     | 8. Mai 1952                                                                |
| GEBURTSORT       | Queens, New York City, New York, Vereinigte Staaten                        |